# Rajagangapur
Rajagangapur  es una ciudad y municipio situada en el distrito de Sundargarh en el estado de Odisha (India). Su población es de 51362 habitantes (2011). Se encuentra a 280 km de Bhubaneswar y a 35 km de Raurkela. 

## Demografía
Según el censo de 2011 la población de Rajagangapur era de 51362 habitantes, de los cuales 26259 eran hombres y 25103 eran mujeres. Rajagangapur tiene una tasa media de alfabetización del 84,32%, superior a la media estatal del 72,87: la alfabetización masculina es del 89,38%, y la alfabetización femenina del 79,07%.